# The Witness (videohra, 2016)
The Witness je logická videohra z roku 2016, kterou vyvinula a vydala společnost Thekla, Inc. Hra, inspirovaná titulem Myst, spočívá v prozkoumávání otevřeného ostrova plného přírodních i člověkem vytvořených struktur, kde hráč postupuje řešením hlavolamů po celém ostrově. 
Hra neposkytuje žádné přímé pokyny, jak se tyto hlavolamy mají řešit, a vyžaduje, aby sám hráč identifikoval význam symbolů použitých v hlavolamech. Ústředním designovým prvkem hry je způsob, jakým jsou tyto hlavolamy prezentovány, aby hráč mohl dosáhnout momentu inspirace metodou pokus-omyl a sám si toto pochopení osvojit. Hra získala vcelku příznivé recenze od kritiků, kteří chválili výtvarné zpracování, prostředí hry a obtížné, ale překonatelné hlavolamy.

## Hratelnost
Hra The Witness je logická videohra z pohledu první osoby. Hráč, jakožto nejmenovaná postava, vychází z podzemního bunkru a prozkoumává ostrov s mnoha strukturami a přírodními útvary. Ostrov je zhruba rozdělen do jedenácti oblastí, uspořádaných kolem hory, která pro hráče představuje konečný cíl. Regiony se od sebe liší změnami vegetace a hlavolamy v jednotlivých regionech jsou si navzájem podobné (např. řešení hlavolamů může zahrnovat symetrii). Po celém ostrově jsou rozmístěny žluté krabice, ve kterých jsou umístěny věže. Ty lze aktivovat po vyřešení hlavolamů v oblasti dané krabice. Po aktivaci se věž vynoří a vystřelí barevný paprsek k vrcholu hory, čímž naznačí, že část hry je dokončena. Pro odemčení přístupu do nitra hory a k dosažení konečného cíle hry je třeba aktivovat několik takových věží. Další hlavolamy lze objevit, pokud je aktivováno všech jedenáct věží. Jakmile hráč dokončí závěrečný hlavolam, je přenesen klecí do vzduchu a chvíli poletuje nad všemi regiony ostrova. Během letu může pozorovat, jak jsou všechny hlavolamy resetovány a věže opět ukryty. Na konci je vrácen do bunkru, kde hra začala a kde ji může začít znovu.

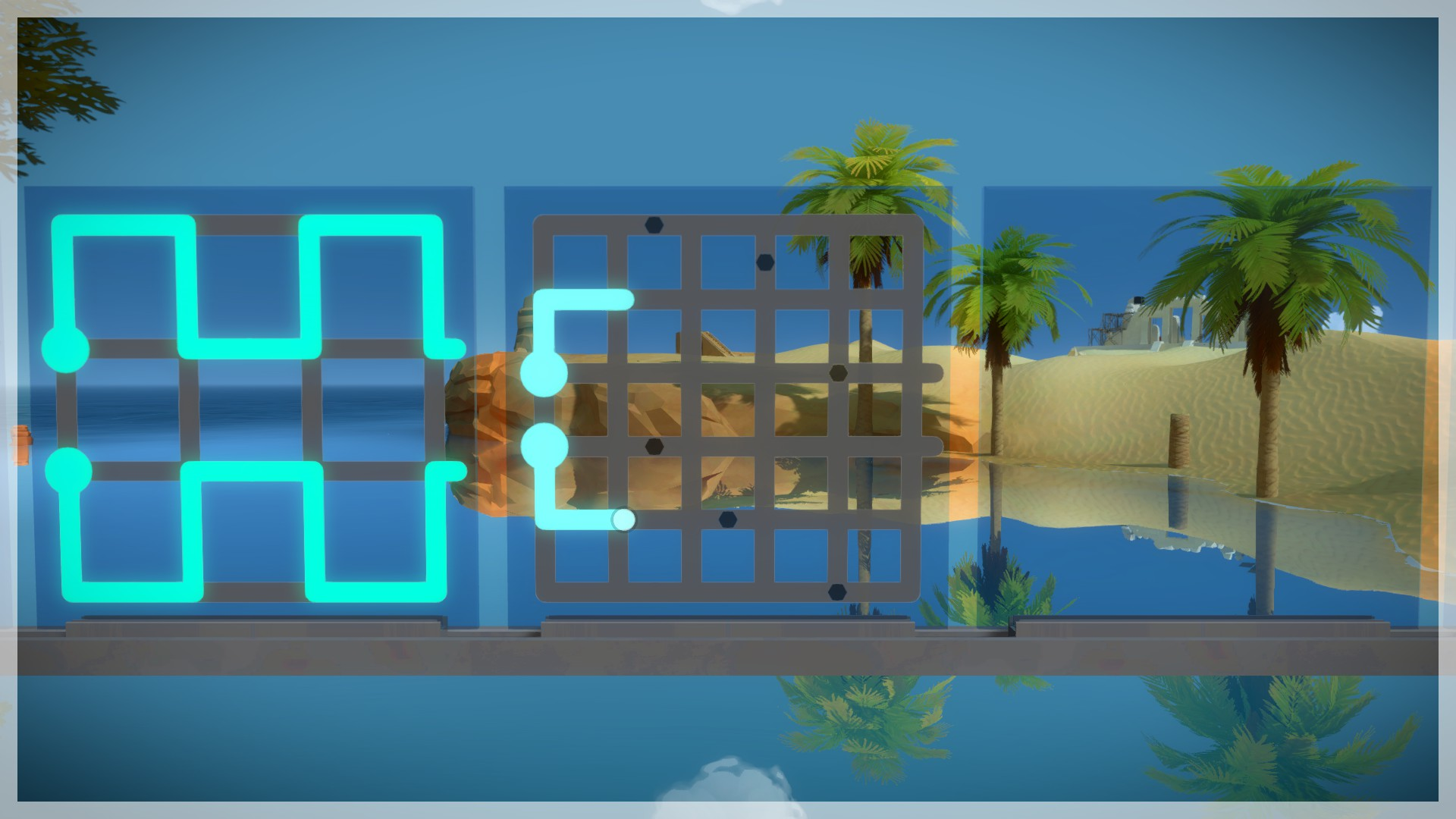
Hlavolam, ve kterém musí hráč zaručit, aby obě cesty (hlavní a zrcadlená) skončily v zaobleném konci a aby pomocí těchto cest prošel všemi černými tečkami v mřížce. Tento hlavolam je součástí série hlavolamů na Ostrovu symetrie (viz vlevo a vpravo), které hráče učí mechaniku zrcadlených cest.

### Panelové hlavolamy
Mechanicky se všechny hlavolamy ve hře řeší stejným způsobem: nakreslí se cesta. Aby cesta byla řešením hlavolamu, musí splňovat několik pravidel. Tato pravidla jsou obvykle jednoduchá, například cestou oddělit černé čtverečky od bílých nebo v mřížce, jako té znázorněné vlevo, s dvěma zrcadlenými cestami a černými tečkami zaručit, aby tyto cesty prošly všemi černými tečkami v mřížce. Pravidla se hráč v průběhu hry učí samotnými hlavolamy, takže neexistuje žádný text nebo dialog, který by pravidla hlavolamů přímo vysvětloval. Ačkoli se pravidla, která musí cesta splňovat, mohou v jednotlivých hlavolamech podstatně lišit, pro všechny platí alespoň tři: cesta musí vždy začínat na kruhovém uzlu, končit v zaobleném konci a nesmí se sama křížit. Proto lze mnoho hlavolamů ve hře klasifikovat jako bludiště.
Hra má dva režimy interakce. První, režim chůze, umožňuje hráči pohybovat se po ostrově a prozkoumávat ho. Druhý, režim kreslení cesty, je ten, který hráč používá k pokusům o řešení hlavolamů. Tento režim se od předchozího odlišuje bílým okrajem kolem obrazovky. V režimu kreslení cesty se hráčův avatar nemůže pohybovat a místo toho kreslí pomocí ovládacích prvků cestu uvnitř mřížky hlavolamu. Režim končí, jakmile hráč hlavolam vyřeší nebo od něj odejde. Obvykle se tento režim aktivuje před panelem, přičemž se pohled hráče přesune přímo na něj, aby mohl hlavolam vyřešit, ale režim lze aktivovat i kdykoli jindy. Téměř všechny hlavolamy poskytují okamžitou zpětnou vazbu, zda byly vyřešeny správně či nikoli, a to prostřednictvím zvukových efektů nebo vizuální indikace.

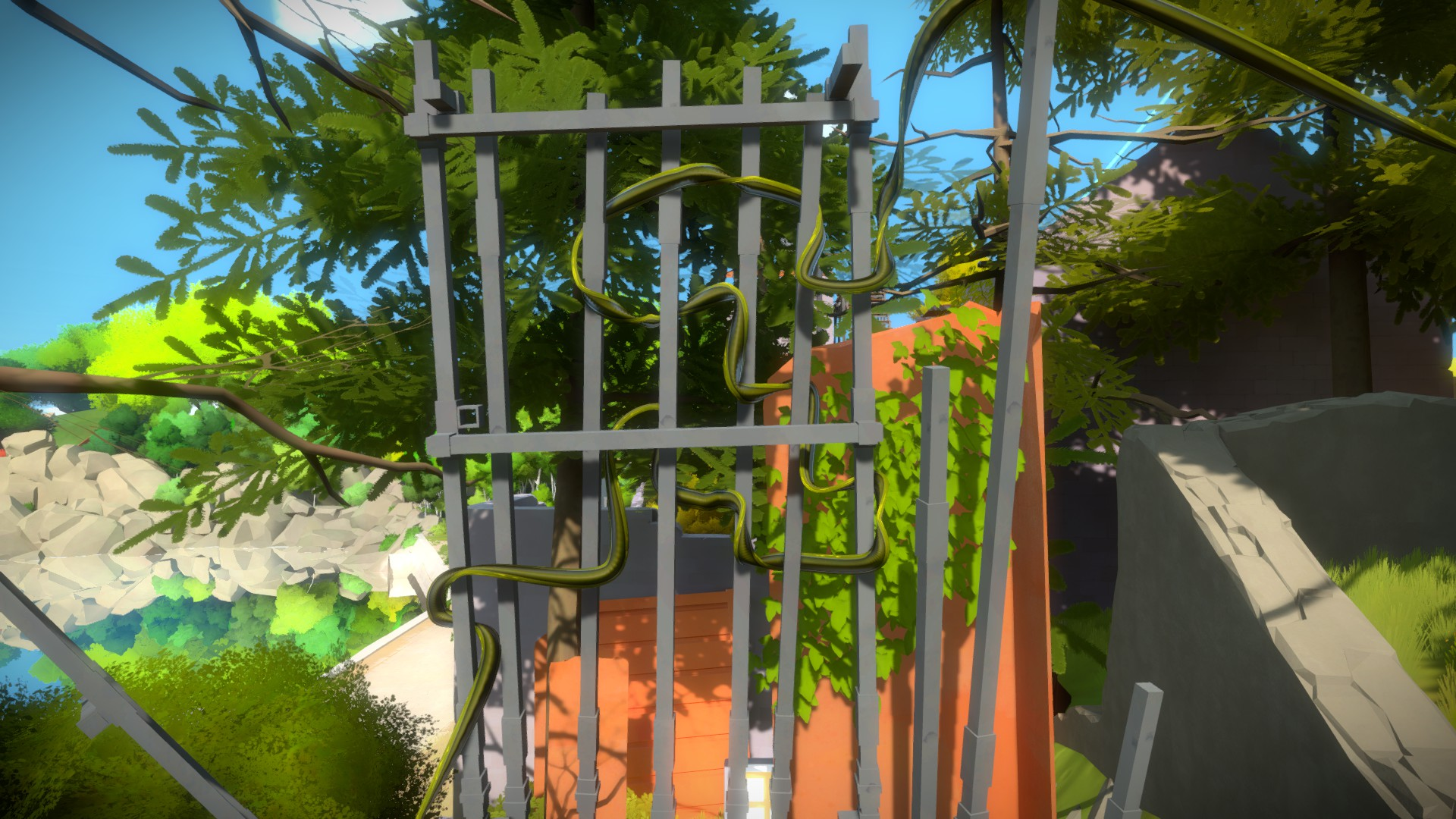
Někdy pravidla hlavolamu nezávisí nejen na prvcích v jeho mřížce, ale i na samotném okolním prostředí.

Většinu hlavolamů lze snadno identifikovat, nachází se na rozpoznatelných panelech ve výšce očí roztroušených po celém ostrově. Někdy se několik panelů seskupí dohromady, což se obvykle děje, když hra učí hráče nějaké pravidlo. Většina panelů je vzájemně propojena napájecími kabely; vyřešením jednoho se kabel rozsvítí a odemkne se další panel. Pokud k tomu dojde v některém z herních regionů, složitost hlavolamů se zvyšuje s tím, jak hráč postupuje k odemknutí žluté krabice daného regionu (může se zvětšit velikost mřížky, pravidla regionu se mohou upřesnit nebo se mohou vytvořit nová pravidla). Ačkoli je obvykle hlavolamy v daném regionu nutné vyřešit v pořadí, samotné regiony ne. Díky tomu má hra pocit otevřeného světa, a pokud se hráč zasekne v jednom regionu, může se jednoduše přesunout do jiného.

### Nahrávky a optické klamy
Po celém ostrově se nacházejí zvukové nahrávky, které hráči poskytují zajímavé citáty od lidí, jako jsou Buddha, B. F. Skinner a William Kingdon Clifford. Mezi dabéry těchto záznamů patří Ashley Johnson, Phil LaMarr, Matthew Waterson a Terra Deva. Hráč může také navštívit kino, kde lze zhlédnout krátké videoklipy, například ze televizní série Connections od Jamese Burkeho nebo závěr filmu Nostalgie od Andreje Tarkovského.
V prostředí hry lze nalézt řadu optických klamů založených na vnímání hloubky z pozice hráče, například dvě zdánlivě odlišné lidské postavy na různých částech ostrova, které při pohledu ze správné pozice a úhlu vypadají, jako by se držely za ruce.

### Výzva

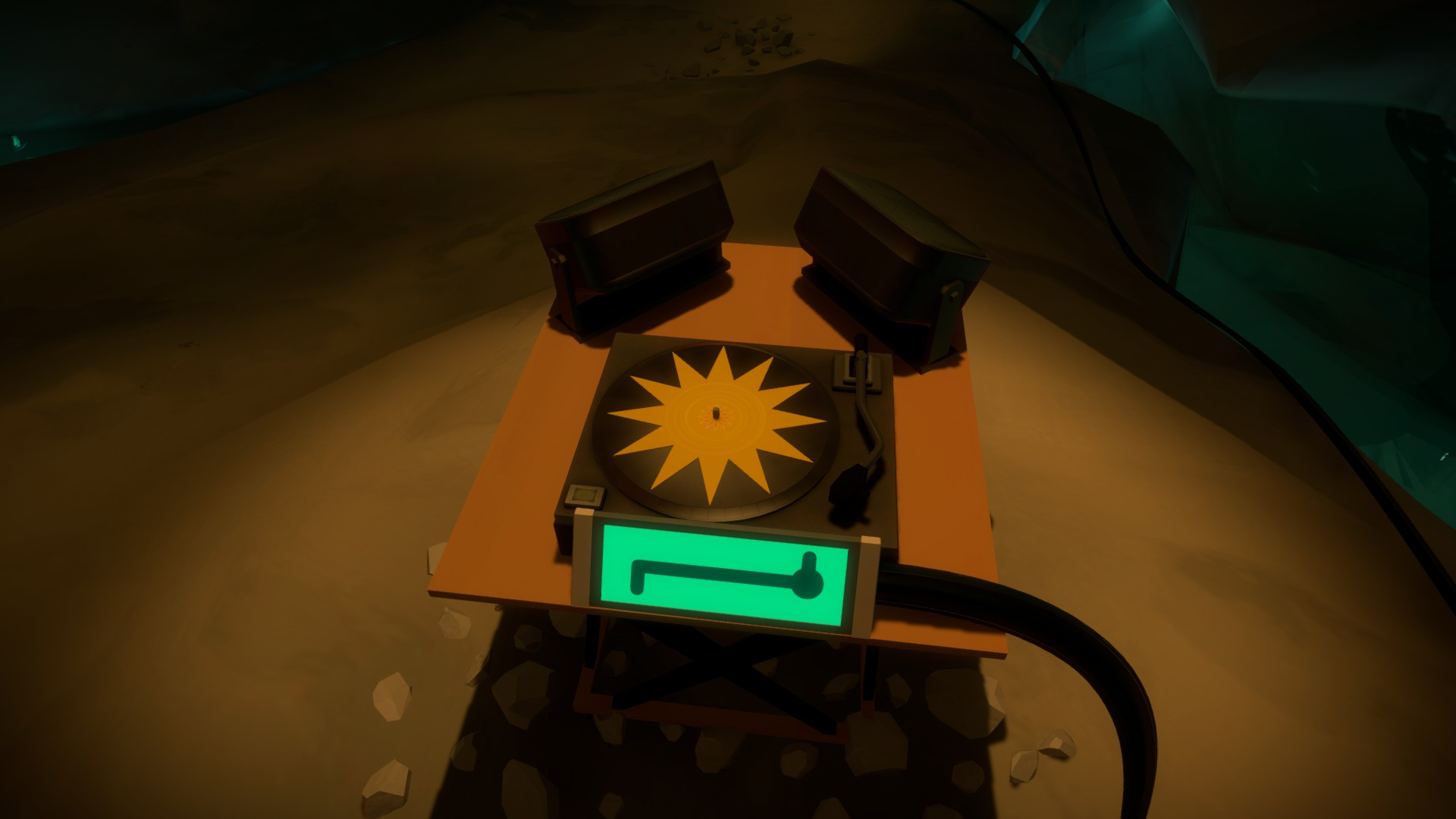
Gramofon, kterým hráč může spustit Výzvu

Po vstupu do hory může hráč před posledním hlavolamem nalézt sérii hlavolamů, hovorově označovanou jako „Výzva“. Jde o časově omezený test, jehož cílem je do sedmi minut vyřešit přibližně tucet algoritmicky generovaných hlavolamů různých typů. Sekvenci doprovází hudební skladby Edvarda Griega „Anitrin tanec“ a „Ve sluji Krále hor“. Hra obsahuje více než 650 hlavolamů, jejichž vyřešení podle Jonathana Blowa zabere průměrnému hráči asi 80 hodin.  Mezi hlavolamy je jeden, o kterém Blow věřil, že ho dokáže vyřešit méně než 1 % hráčů.

### Skryté hlavolamy
Hráč může také objevit řadu volitelných skrytých hlavolamů. Podle Jonathana Blowa byly tyto skryté hlavolamy jednou z hlavních motivací pro design hry, které hráči umožnily zažít „okamžik prozření“. Stejně jako mřížkové hlavolamy se skryté hlavolamy řeší vstupem do režimu kreslení cesty a nakreslením cesty. Součásti takových hlavolamů lze nalézt v každé části ostrova.
Jeden takový hlavolam, skrytý na začátku hry, vede k alternativnímu konci, který vrcholí hranou sekvencí. Tato sekvence pobíhá z pohledu hráče, který hru dokončil a sundal si headset pro virtuální realitu, jelikož se ve hře zdánlivě na několik dní ztratil. Snaží se dostat zpět k rozumu, ale neustále hledá herní hlavolamy a výjevy ze hry v reálném světě.

## Vývoj
Hra byla navržena poté, co Jonathan Blow vydal hru Braid. Následně si Blow dal pauzu od „seriózního vývoje“ a věnoval se prototypování nových herních konceptů, přičemž každému z nich věnoval několik měsíců. Koncept, který se stal základem pro hru, byl prototyp, který Blow považoval za „velmi ambiciózní a náročný“. Považoval ho za riskantní, protože by to zahrnovalo vývoj 3D herního enginu, a obával se, že by musel v případě neúspěchu „začít znovu od nuly“ – s odkazem na svůj životní styl před úspěchem Braid. Navzdory těmto výzvám Blow pokračoval v práci na The Witness, protože to byl zároveň jeden z nejpřesvědčivějších prototypů, které kdy vytvořil. Přímý vývoj hry začal koncem roku 2008.
Samotný koncept hry je založen na dřívějším titulu, který Blow zamýšlel, ale nikdy nedokončil. Podle Blowa měl tento nedokončený titul vedlejší herní aspekt s „magickým momentem“, který by titul učinil napínavým. Hratelnost The Witness je založena na extrakci tohoto „magického okamžiku“ a jeho vpravení do vlastní hry a příběhu. Blow přirovnal tento moment ke spoileru k filmu, a tak se vyhnul odhalení herní mechaniky nebo jiných aspektů před vydáním. Nápad s bludištěm vzešel z dřívějšího nápadu, který Blow dostal kolem roku 2002 pro hru s kouzelníky, kde by hráč sesílal kouzla pomocí gest myši, což byl v té době populární prvek videoher, s možností upravit účinek kouzel drobnými úpravami konkrétních gest.
Jedním z Blowových cílů pro The Witness bylo prozkoumat typy neverbální komunikace, kterých lze dosáhnout prostřednictvím videoher, což považoval za důležité pro jejich pochopení jako umělecké formy. Název The Witness (Svědek) je odvozen od hlavního herního aspektu, kterým je nutit hráče sledovat okolí, aby objevil význam a řešení hlavolamů bez verbální komunikace, podobně jako přístup, který zvolil pro Myst (1993). Blow připisuje velkou část designu The Witness hře Myst a uvádí ji jako hru, která ho inspirovala k tomu, aby se stal vývojářem. Aspektem hry Myst, který chtěl Blow napravit, byla povaha „lovení pixelů“ v některých jejích hlavolamech; hráč musel klikat na různé části virtuálního stroje, aniž by věděl, jaký je konečný výsledek, který zjistil až později v hlavolamu. V rámci hry vytvořil Blow panely bludiště jako sjednocující mechaniku pro všechny hlavolamy, aby se tomuto zmatku předešlo. Zatímco základní způsob interakce je stejný pro každé bludiště ve hře, pravidla pro řešení jednotlivých hlavolamů se liší v závislosti na sadě symbolů obsažených v každém konkrétním bludišti. Herní mapa byla rozdělena do sekcí, aby informace, které hráč potřeboval v dané sekci k pochopení hlavolamů, byly shromážděny na jednom obecném místě, čímž se „[odebrala] spousta nejasností, které dříve v adventurách existovaly“. Hlavolamy ve hře byly navrženy tak, aby byly jedinečné a smysluplné v kontextu ostatních přítomných hlavolamů.
Součástí konceptu hry je rovnováha mezi řešením hlavolamů a vnímáním, což hráči dává svobodu prozkoumávat herní svět a vytváří nelineární přístup ke hratelnosti. Dva z prvních hlavolamů, které Blow vytvořil, zahrnovaly „vodítka v objektech, které obývají svět“, což ho vedlo k poznání, že potřebuje vytvořit svět, který by tyto hlavolamy podporoval. To by vytvořilo dichotomii mezi průzkumem a řešením hlavolamů, což Blowovi „dávalo velký smysl“. Blow cítil, že běžným problémem většiny adventur je trestání hráče za to, že se zasekne, a proto vytvořil ostrov jako otevřený svět, který hráčům umožňuje opustit hlavolamy, na kterých se zasekli, a prozkoumat jiné. Blow chtěl, aby hlavolamy byly jasně a viditelně prezentovány a bez jakýchkoli falešných stop, podobně jako u Braid. K průzkumu vybízí příběh hry, který je vyprávěn prostřednictvím zvukových záznamů, které hráč může na neobydleném ostrově najít; Blow použil zvukové záznamy, aby u hráče vytvořil „pocit osamělosti v krásném prostoru“. Protože tyto záznamy lze nalézt v libovolném pořadí, Blow doufá, že každý hráč může vnímat příběhu jinak v závislosti na tom, jak ke hře přistupoval. Tyto zvukové záznamy měly být původně více příběhové, ale Blow se později rozhodl je nahradit zastřenějšími a nejasnějšími informacemi, podobnými textovým prvkům použitým v Braid, aby se vyhnul přímému předávání příběhu hráči a umožnil mu, aby si líčení příběhu vymyslel sám. Blowův tým navrhl vyprávění tak, aby hráči získali konkrétnější pochopení příběhu, jakmile budou řešit více hlavolamů.
Blow navrhl hru tak, aby hráč mohl sám řídit, prozkoumávat a poznávat svět skrze svou vlastní zvědavost. Blow vnímal achievementy jako prázdné a falešné odměny pro hráče ve srovnání s prozřeními při řešení hlavolamů a implementoval je pouze kvůli požadavkům na certifikaci ze strany herních konzolí. Blow se také obával vyskakovacích zpráv oznamujících achievementy, které narušují ponoření do hry, protože považuje The Witness za „jemný druh hry“ a vnější signály mohou být rušivé.
Pro Blowa je ideální hráč „zvídavý a má rád, když se s ním zachází jako s inteligentním člověkem“. Dával si velký pozor na to, aby se vyhnul „přílišnému tutoriálování“, a poznamenal, že když se ve hře objeví nový nápad, rozhodnutí okamžitě ho vysvětlit, aby se předešlo zmatku, „zabíjí prozření a související věci, jako je radost z objevování“. Považuje hru za „anti-Nintendo“ a uvádí, že „pokud hrajete hru od Nintenda, máte malou postavičku, která vám hodiny dokola opakuje každou zřejmou věc.“ „Tohle jde opačným směrem. Je to spíš jako původní Legend of Zelda, která vám nic neřekla.“ Blow navrhl hádanky tak, aby byly „co nejjednodušší“, a zároveň dostatečně náročné, aby hráč prožíval „miniaturní prozření znovu a znovu“. Na otázku, co si myslí o tom, že někteří hráči kvůli její obtížnosti hru nedokončí, Blow odpověděl, že by raději vytvořil hru, kterou ocení lidé, kteří rádi čelí výzvám, než aby ji „zmenšil tak, aby více lidí mělo pocit, že všechno pochopili“.

### Financování a vývoj
Hra byla oznámena v roce 2009 po vydání předchozí hry Jonathana Blowa s názvem Braid. V té době Blow neměl žádné pevné plány na vydání nebo propagaci hry a na hru vyčlenil rozpočet přibližně 800 000 $.
Blow pro vývoj a vydání The Witness vytvořil tým Thekla, Inc. Název společnosti je převzat z města v románu Itala Calvina Neviditelná města. Od prosince 2009 Blow pracoval na dálku s 3D umělcem a technickým programátorem na plný úvazek. Blow uvedl, že do roku 2015 měl jeho tým asi osm členů na plný úvazek, ačkoli kolem roku 2011 jich bylo deset nebo jedenáct a na vrcholu až patnáct. Hra zahrnuje v menších rolích příspěvky dalších umělců a programátorů, například Davida Hellmana, který dříve s Blowem pracoval na výtvarném designu hry Braid a podílel se na koncepci designu hry. Mezi další přispěvatele patří Eric Urquhart, který pro hru poskytl 3D koncepční grafiku, a Ignacio Castaño, který vyvinul renderovací systém pro osvětlení a vizuální efekty hry. Blow připisuje velkou zásluhu Orsolye Spanyol, čerstvě absolventce grafické tvorby, kterou si najal kolem roku 2011, za transformaci původní řídké obraznosti ostrova do živější scenérie, která byla zahrnuta do finální hry. Díky diverzifikaci práce na hře se Blow mohl více věnovat hlavnímu herním designu a umožnit svému týmu realizovat jeho vizi, na rozdíl od vývoje Braid, kde si také musel velkou část hry naprogramovat sám.
Dokončení The Witness trvalo sedm let. Blow tuto dlouhou dobu připisuje rozšiřování rozsahu hry, na kterém se svým týmem stále pracoval. Rozhodl se odmítnout řešení šetřící čas a náklady, která by ovlivnila jeho ambice ohledně hry, jako je například zúžení rozsahu hry nebo použití běžně dostupného herního enginu. Místo toho uvedl tržby z prodeje Braid, k dubnu 2014 celkem kolem 4 milionů $, do nákladů na vývoj. Po vyčerpání příjmů z Braid musel Blow v únoru 2015 hledat dodatečný kapitál, ale věřil, že bez ohledu na náklady na dodatečný čas na vývoj bude dluh z dlouhodobého hlediska opodstatněný. Konečné náklady na vývoj byly odhadnuty na necelých 6 milionů $. Ačkoli považuje Blow hru kvůli nedostatku financování nebo podpory od velkého vydavatele za indie hru, má také pocit, že rozsah projektu z hlediska času a nákladů se blíží tomu, co by vytvořilo AAA studio, a že představuje nový typ vývoje her v tomto odvětví.

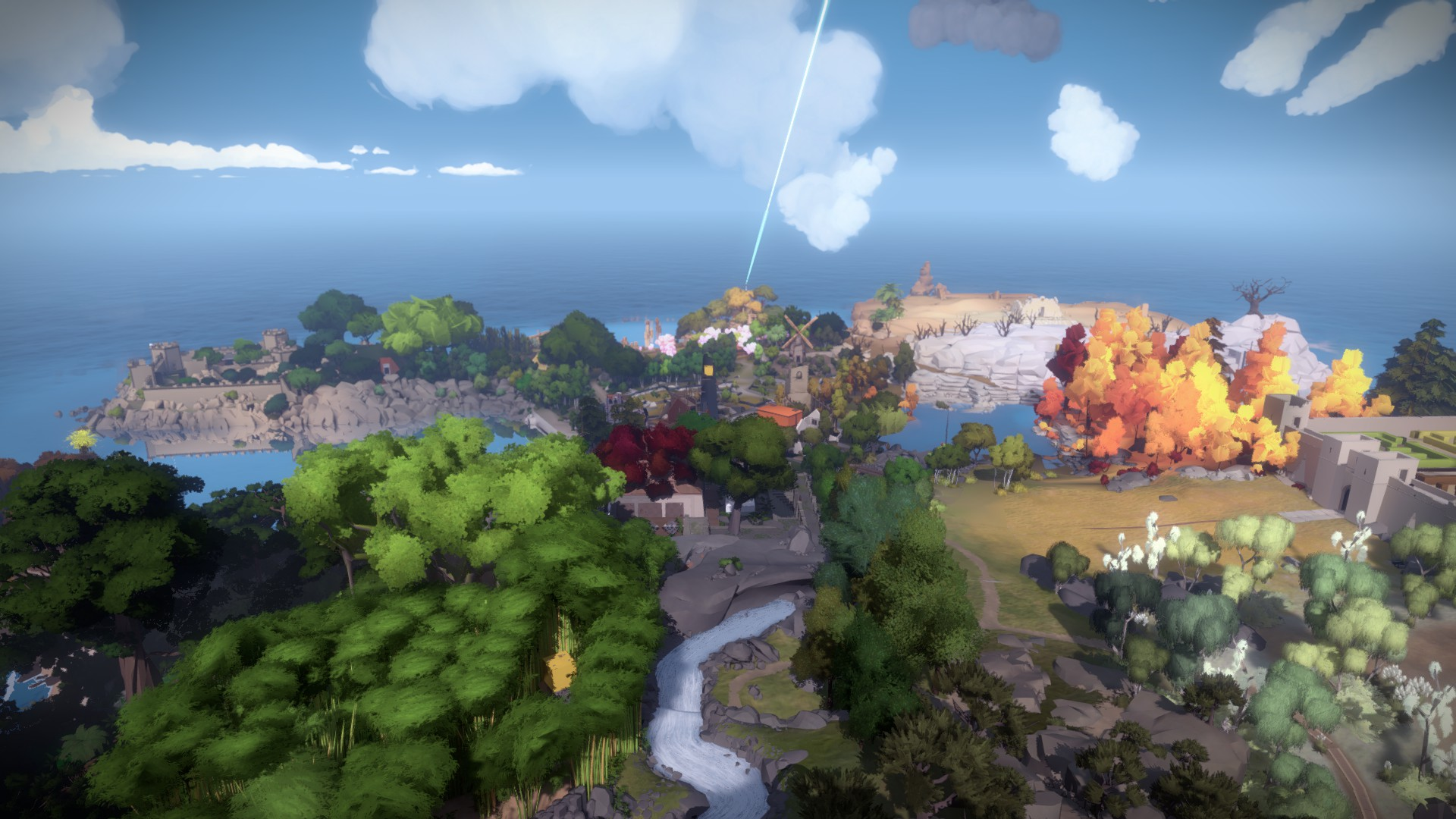
Ostrov, který slouží jako hlavní prostředí pro hru The Witness, jejíž design se od vzniku hry téměř nezměnil. Vzhledem k tomu, že zaujímá v porovnání s jinými hrami s otevřeným světem poměrně malý prostor, udržel tým Thekla ostrov jako jednu zónu, což ztěžovalo souběžné úpravy a vývoj.

Hra The Witness používá vlastní engine vyvinutý Blowem a jeho týmem, což zabralo značnou část vývoje. Blow trval na používání vlastního herního enginu namísto existujícího řešení, jako je Unity, protože by tak mohl plně ovládat každý prvek enginu. Vzhledem k tomu, že herní svět je ve srovnání s hrami s otevřeným světem kompaktní, byl celý herní ostrov považován za jednu zónu, což zjednodušilo hratelnost a vývoj enginu. To představovalo pro tým druhotnou výzvu, protože aby mohli na projektu pracovat současně, potřebovali najít způsob, jak umožnit více vývojářům upravovat oblasti, aniž by museli uchylovat k používání zámků ve svém systému pro správu verzí, a také jak pracovat bez připojení k centrálnímu serveru. Blow a jeho tým vyvinuli nekonvenční způsob serializace herního světa do textových souborů, který by umožňoval kontrolu revizí a snadné nalezení konfliktních úprav zároveň. Také převedli zhruba 10 000 entit v herním světě do vlastních souborů pro sledování, aby se dále snížily konflikty mezi úpravami. Mezi další vlastnosti tohoto systému patří použití definovaných kontrolních bodů pro terénní prvky k automatickému přepočítání bezproblémových spojení mezi nimi v rámci renderovacího enginu hry a vestavěný editor světa v herním enginu pro snadný přístup k existujícím serializovaným prvkům a vytváření nových.
Vývojový tým do hry začlenil podporu pro připravovaný VR hardware, a to po setkání Blowa se dvěma vývojáři z Valve v listopadu 2013, kteří předváděli svou připravovanou technologii SteamVR. Blow zjistil, že tato technologie pomáhá hráčům zlepšit jejich schopnosti prozkoumávat ostrov. Ačkoli vydaná hra obsahuje technickou podporu pro VR, hra nebyla navržena tak, aby využívala virtuální realitu, protože mnoho hlavolamů by se dalo „ošidit“, kdyby se pohyb hlavy dal oddělit od pohybu těla, uvedl programátor Andrew Smith.

### Design, výtvarné zpracování a zvuk
Design a rozvržení herního ostrova se od začátku vývoje hry téměř nezměnil, přičemž tým pracoval na zaplnění světa specifickými hlavolamy a detailním zpracování krajiny a dalších uměleckých prvků. Sam Machkovech, autor článku pro Ars Technica, který si zahrál demoverzi hry v roce 2012 a znovu v roce 2015, poznamenal, že ostrov zůstal i mezi těmito dvěma hrami povědomý. Jedním z aspektů designu herního světa je použití napájecích kabelů vedoucích napříč ostrovem, které spojují panely hlavolamů s mechanikami, které ovládají. Blow zjistil, že tyto prvky pomáhají v úvodních částech hry poskytovat „extrémní přehlednost“ toho, kam se má hráč vydat dál, ale zjistil, že kvůli tomu je hra opakováním stejného vzoru také příliš namáhavá. V průběhu vývoje zůstaly aspekty napájecích kabelů zachovány, ale designéři změnili, jak snadno se dalo sledovat trasu v terénu, aby hráče navedli k potenciálním cílům.
Ostrov byl strukturován tak, aby poskytoval poctivou kombinaci prvků řešení hlavolamů, průzkumu a příběhových prvků, a zároveň se vyhýbal „paradoxu volby“ tím, že by hráči poskytoval příliš mnoho svobody a zmatku ohledně toho, kam se vydat dál. Podle umělce Luise Antonia byla jednou z prvních věcí, které chtěl Blow hráči ukázat hora, aby si uvědomil, že to je jeho konečný cíl. Hra původně začínala v opuštěném bunkru přestavěném na obytný prostor, ale jak bylo původně uspořádáno, hráč by z bunkru nevycházel čelem k hoře. Ačkoli se pokusili prostor bunkru přesunout a otočit, aby splnili Blowův cíl, nakonec byl tento postup zrušen ve prospěch jednoduššího prostoru s interiérovými prvky, který by zapadl do ostatních částí hry a ze kterého by hráč vylézal do vnějšího prostředí s horou na dohled.
Tato úvodní oblast měla sloužit také jako herní tutoriál, který by hráčům pomohl pochopit základní mechanismy přepínání mezi řešením hlavolamů a prozkoumáváním prostředí za účelem nalezení dalších. Tým Thekla strávil spoustu času dolaďováním detailů, aby byly srozumitelné i bez slovního vysvětlování. Umělci týmu se snažili podpořit Blowův cíl, kterým je vést hráče, a to pomocí kontrastů barev a přírodních a člověkem vytvořených struktur, které zdůrazňují oblasti, ke kterým by byl hráč přitahován. Blow chtěl, aby výtvarná stránka hry začínala jasnými barvami a vysokou sytostí, aby hráči nabídla určitý druh optimismu, zatímco pozdější prostředí ve hře by se stala méně jasnými. Také chtěl zajistit, aby všechny prvky herního světa vynikly, a tím se zabránilo vizuálnímu šumu ve hře, který by mohl rušit řešení hlavolamů. Aby toho dosáhl, musel se svým týmem často hru procházet, jako by v ní byli novými hráči, a zjišťovat, které prvky je vizuálně přitahují; to často identifikovalo prvky ostrova, které do hry dříve začlenili, ale do finální verze už nezahrnuly.
Umělecký styl byl ovlivněn přístupem zjednodušování, který odstranil dostatek detailů, ale zachoval celkové tvary, aby byly objekty jasně rozpoznatelné. Podle Antonia se při zjednodušování inspirovali fotografiemi z reálného světa, uměleckými díly a prostředími her Journey, Team Fortress 2 a Mirror's Edge. Přesto chtěli zajistit, aby hráč dokázal rozpoznat oblast ostrova, ve které se nachází, na základě vizuálního vzhledu, například podle druhů stromů v okolí, a zároveň zjednodušit prvky, aby to bylo možné. Blowův tým se také zapojil do spolupráce s Fourm Design Studio, architektonickou firmou, a Fletcher Studio, týmem krajinné architektury, aby pomohli s vývojem prostředí pro The Witness. Podle zakladatelky Fourmu, Deanny Van Buren, vyvinuli různé uměle vytvořené a kultivované oblasti na základě konceptu tří různých civilizačních období, přičemž pozdější civilizace stavěly na strukturách z dřívějších a podle potřeby je upravovaly. Jejich studia pomohla přenést designové principy do hlavního vývojového týmu, což jim umožnilo extrapolovat vlastní nápady pro finální hru. Blow uvedl, že vedení a rady architektů pomohly vytvořit ostrov způsobem, který „působí více pohlcujícím dojmem už jen proto, že detaily jsou na svém místě a váš mozek je tak nějak vnímá“. Blow uvedl příklad toho, kolik budov na ostrově je v různém stavu zchátralosti, ale byly navrženy jako plně detailní a kompletní stavby a záměrně opotřebované, aby vytvořily zchátralý vzhled; výsledné struktury si zachovávají logicky konzistentní detaily, jako například zbytky dřevěných podpěrných sloupků shnilých schodišť v hradě, které hráči pomáhají v imerzi.

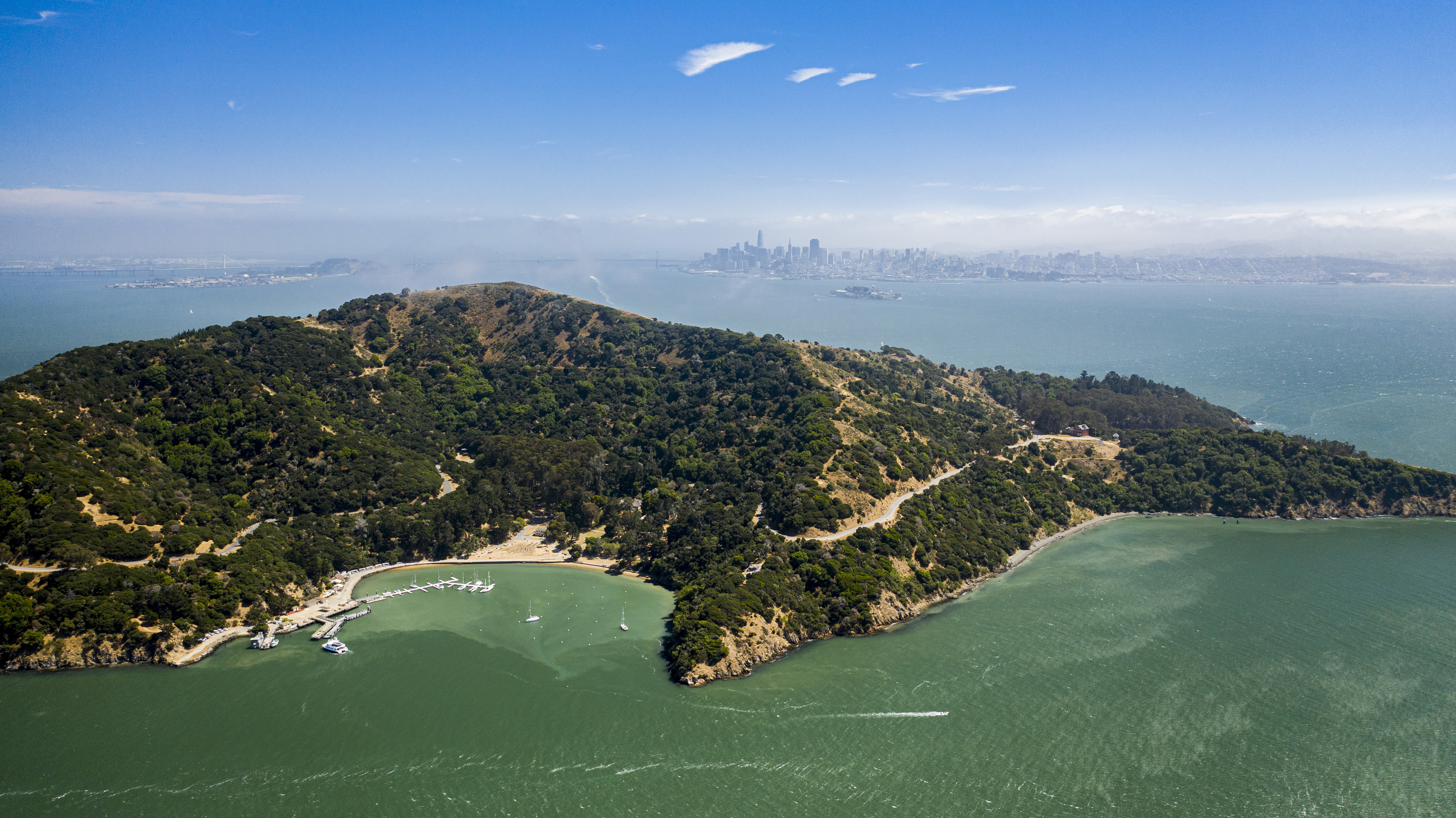
Okolní zvukové efekty byly nahrány na ostrově Angel Island u pobřeží okresu Marin v Kalifornii.

Finální verze hry byla dodána s minimem hudby, místo toho se spoléhala na zvuky prostředí, které vyvinula společnost Wabi Sabi Sound. Blow měl pocit, že přidání hudby je „vrstva věcí, která působí proti hře“. Zvukové efekty prostředí bylo obtížné zahrnout, protože herní svět neobsahuje žádnou divokou zvěř, díky čemuž si hráč uvědomuje, jak moc je na ostrově sám. Většinu ambientních zvuků nahrál Andrew Lackey z Wabi Sabi Sound při procházce po ostrově Angel Island v Sanfranciském zálivu. Lackey vrstvil různé zvukové efekty, aby umožnil mnoho různých variací v závislosti na poloze hráče na ostrově a zároveň zajistil plynulý přechod z jednoho prostředí do druhého.

## Marketing a vydání
Hru veřejnosti tiše odhalil Blow na veletrhu Penny Arcade Expo v roce 2010 s pomocí nezávislých vývojářů Chrise Heckera a Andyho Schatze, kteří se dělili o místo ve stánků pro předvádění svých vlastních her, SpyParty a Monaco: What's Yours Is Mine; oba poskytli stůl pro demonstraci hry The Witness bez jakýchkoli cedulí nebo jiného označení. Blow chtěl, aby ukázka byla nenápadná a překvapivá a aby bylo vidět reakce hráčů bez tlaku ostatních hráčů čekajících ve frontě, aby si hru vyzkoušeli. Sám Blow byl na výstavě přítomen, ale udržoval si od předváděcího stolu odstup. Skutečnost, že hru bylo možné na veletrhu hrát, byla plně odhalena až po skončení veletrhu jak Blowem, tak Stephenem Totilem z Kotaku, který hru viděl a hrál, ale o její existenci se zmínil až později. Hráči, kteří si hru na PAX vyzkoušeli nebo viděli její záběry z článku na Kotaku, se později začali obávat, že The Witness bude pouze sérií bludišť. Blow zopakoval, že ve hře jde o víc než o bludiště a že se s podobnými problémy setkal i při propagaci hry Braid, protože sledování videí s částmi hry neslouží k demonstraci „toho, co se děje v mysli hráče během procesu řešení hlavolamu“.
V době odhalení v roce 2010 Blow předpokládal, že hra vyjde na zařízeních se systémy Windows a iOS a na blíže neurčeném seznamu konzolí, včetně pravděpodobně Xbox 360 a PlayStation 3. Později téhož roku Blow zopakoval svůj postoj a měl pocit, že vzhledem k množství dodatečného programovacího času a omezením konzolových platforem k žádnému vydání pro konzole při prvním vydání nedojde. V listopadu 2011 se Blowovi podařilo najmout další dva programátory a přehodnotit vydání pro konzole; i když se zpočátku nemohl zavázat k vydání pro konzole, dodatečná práce by pomohla umožnit mít připravenou v době vydání hry jednu konzolovou verzi, přičemž verze pro ostatní konzole by byla k dispozici později. Jak vývoj hry postupoval a její engine se stával složitějším, Blow se rozhodl upustit od vývoje verzí pro konzole sedmé generace s odvoláním na jejich „relativně nízké systémové specifikace“.
Kolem roku 2012 se objevila možnost vývoje hry pro novou generaci konzolí s vylepšenými hardwarovými možnostmi a Blow a jeho tým začali tuto příležitost zvažovat. Verzi na Wii U odmítli, opět s odvoláním na nízké specifikace, a rozhodli se vybrat mezi platformami PlayStation 4 a Xbox One. V době tohoto rozhodnutí byla společnost Sony schopna poskytnout informace o hardwaru a vývojové sady. Společnost Sony také oslovila nezávislé vývojáře, jako je Blow, aby se dozvěděla o připravované konzoli PlayStation 4 v rámci příprav na její uvedení na trh, zatímco Microsoft ještě nezveřejnil pevné specifikace své konzole. Blow se rozhodl pro platformu PlayStation; tomuto rozhodnutí pomohli i zástupci společnosti Sony, kteří měli zájem hru přenést na svůj systém, a širší trend společnosti Sony přinášet na svou příští konzoli více stahovatelných a nezávisle vyvíjených her, na rozdíl od přísnější kontroly ze strany Microsoftu. Blow potvrdil, že s tímto rozhodnutím nebyla spojena žádná finanční dohoda. Později také uznal, že v minulosti měl potíže se spoluprací s Microsoftem a již dříve vysvětlil několik problémů, se kterými se musel s Microsoftem vypořádat, aby mohl vydat svou dřívější hru Braid. Hra byla plánována jako titul pro PlayStation 4 v roce 2013 jako časově omezená exkluzivní verze pro konzoli. Verze pro Windows a iOS měly být vydány současně s verzí pro PlayStation 4, s výjimkou případných zpoždění vývoje, s nimiž se Blow a jeho tým setkali. Další konzolové verze by byly vydány později, pokud by se rozhodli pro ně vyvíjet.
Hra zůstala ve vývoji a zmeškala plánované vydání v roce 2013, zatímco Blow a jeho tým hru dále vylepšovali a dolaďovali. V září 2015 Blow oznámil, že vydání hry je naplánováno na 26. ledna 2016, a to současně pro PlayStation 4 a Windows, přičemž verze pro iOS bude následovat krátce poté. Ačkoli ESRB ohodnotila hru pro Xbox One těsně před jejím vydáním, Blow upřesnil, že v té době vydání na této platformě neplánovali a hodnocení ESRB pro tuto konzolovou platformu získávali pouze ve stejnou dobu jako ostatní potvrzené verze, aby nemuseli tento krok před vydáním v budoucnu opakovat. Přibližně týden před vydáním Blow oznámil, že cena hry bude 39,99 $, což podle něj „docela dobře odráží to, co hra je“. Cena se setkala s určitou kritikou, že je to pro indie hru vysoká cena. Herní novináři se domnívali, že cena byla vzhledem k odhadované herní době 100 hodin, kterou Blow uvedl, opodstatněná, a také ji srovnali s podobnou logickou hrou The Talos Principle (2014), která byla vydána za stejnou cenu. Na podporu propagace hry vytvořil vývojářský tým tři videa s „dlouhými snímky obrazovky“, inspirovaná experimentálním filmem Koyaanisqatsi, která pomalu zobrazovala ostrov a jeho zajímavosti bez dalšího komentáře.
Blow uvedl, že s vydavateli jednali o fyzickém vydání hry, ale zpočátku se rozhodli tento krok neuskutečnit s odvoláním na dodatečný čas, který by byl potřeba pro výrobní a distribuční procesy.
Po vydání hry někteří hráči hlásili nevolnost z pohybu kvůli kombinaci úzkého zorného pole používaného hrou a kolísání hráčova pohledu simulujícího chůzi. Blow uvedl, že pracují na opravě, která by hráčům umožnila upravit si zorné pole, vypnout kývání hlavou a povolit rychlejší pohyb. V srpnu 2016 byla verze pro Windows aktualizována, aby poskytovala podporu pro rozšíření Ansel od společnosti Nvidia, které hráčům umožňuje komponovat záběry pro vykreslení v ultravysokém rozlišení nebo pro 3D a virtuální realitu. Poté, co Sony oznámilo PlayStation 4 Pro, Blow uvedl, že pro tuto konzoli vydá opravu, která bude podporovat rozlišení 4K bez obětování snímkové frekvence. V listopadu 2016 Blow také vydal opravu, která podporuje zařízení s vysokým dynamickým rozsahem (HDR) pro PlayStation 4 i PlayStation 4 Pro.
Verze hry pro Xbox One byla vydána 13. září 2016. Blow v srpnu 2016 uvedl, že zvažují portování hry na mobilní zařízení, ale vyžadovalo by to snížení kvality grafiky a prozkoumání alternativního schématu ovládání, které by fungovalo na dotykových obrazovkách. Verze Nvidia Shield pro Android byla vydána 16. ledna 2017. Verze pro iOS byla vydána 20. září 2017.

## Přijetí
| Agregátor  | Skóre                                                   |
| ---------- | ------------------------------------------------------- |
| Metacritic | - PC: 87/100 - PS4: 87/100 - XONE: 86/100 - iOS: 88/100 |

| Udělil         | Skóre   |
| -------------- | ------- |
| Destructoid    | 10/10   |
| Edge           | 9/10    |
| Game Informer  | 9,25/10 |
| GameRevolution | 5/5     |
| GameSpot       | 9/10    |
| GamesRadar+    | 3/5     |
| Giant Bomb     | 5/5     |
| IGN            | 10/10   |
| PC Gamer (US)  | 89/100  |
| Polygon        | 8/10    |
| TouchArcade    | 4.5/5   |
| USgamer        | 2/5     |
| VideoGamer.com | 10/10   |

Podle agregátoru recenzí Metacritic hra získala „obecně příznivé“ recenze na všech platformách. 
Chloi Rad z IGN udělila hře perfektní skóre 10/10, označila ji za mistrovské dílo a uvedla, že se jedná o „krásnou, silnou a chytře navrženou logickou hru s množstvím záhad k rozluštění“. Brenna Hillier z VG247 ocenila použití perspektivy první osoby ve hře k prezentaci toho, co by jinak mohlo být jednoduchou sérií desek hlavolamů, a byla ohromena strmou křivkou učení, kterou hlavolamy prezentovaly: „nemožné, nepochopitelné hlavolamy se po návštěvě blízkých míst rozplynou v jednoduchá cvičení“. Aaron Riccio ze Slant Magazine zjistil, že jakmile se hráč dostal k hlavolamům uvnitř hory, došlo k „prudkému posunu“, kdy se hlavolamy více spoléhaly na zastření v kliničtějším prostředí, na rozdíl od zbytku ostrova.
Julie Muncy z Wired, sice byla hrou ohromena, ale poznamenala, že absence jakéhokoli narativního nebo herního návodu by mohla způsobit, že „hráči [od hry] úplně odejdou“. Muncy poznamenala, že Blow chtěl vytvářet hry pro lidi, kteří čtou Gravity's Rainbow, ale zatímco román byl obtížný, ale „okouzlený světem a lidmi v něm“, hra působila bez života a dospěla k závěru: „Je to obtížné, ale prázdné. To není totéž.“ Cian Maher z Rock Paper Shotgun s tím nesouhlasil, popsal hru jako „hardcore postmodernu“ a dospěl k závěru, že Blow „ve skutečnosti opravdu vytvořil hru pro lidi, kteří rádi čtou Gravity's Rainbow “. Oli Welsh z Eurogameru chválil hlavolamy ve hře za to, že hráči poskytly četné „heuréka“ momenty, a považoval titul za videoherní analogii Goldbergových variací, ale cítil, že vyprávění nad hádankami bylo „samoúčelné a úmyslně nepřehledné“ a věřil, že mohlo být vynecháno, protože Blow a jeho tým „se nemuseli snažit vytvořit hlavolam z umění, když už tak krásně a tak úspěšně vytvořil umění z hlavolamů“. Justin McElroy z Polygonu dal hře hodnocení 8/10 a popsal ji jako „povznášející, ale frustrující“; kritizoval délku času potřebného k řešení některých hlavolamů a zároveň vyjádřil obavy, že méně trpěliví hráči si budou průběh hry zkracovat. „To přirozeně povede k dalšímu podvádění. Bude se to hromadit jako lavina.“ Bob Mackey z USgamer byl ke hře kritičtější a dal jí 2 z 5 hvězdiček. Ačkoli chválil vizuální stránku a prostředí, Mackey shledal hlavolamy velmi obtížnými a řekl, že „se toho prostě děje příliš mnoho na to, abych mi hra poskytla správnou zpětnou vazbu o tom, co dělám špatně“.
Ohledně významu příběhu ve hře The Witness bylo navrženo několik teorií. Ve snaze analyzovat význam hry David Roberts z GamesRadar+ uvedl, že má pocit, že se hra zabývá povahou prozření v rámci epistemologie, teorie poznání. Roberts uvedl, že jak hráč postupuje hlavolamy, začíná rozpoznávat další prvky ostrovního prostředí jako hlavolamy, a aby získal herní sekvenci s titulky („skutečný konec“, jak ho Roberts popisuje), hráč řeší takový environmentální hlavolam zabudovaný do jednoho z prvních hlavolamů, se kterými se na ostrově setká: „konec vaší cesty se stává začátkem a začátek vede ke konci – samotný cyklus prozření“.
Během týdne od vydání Blow uvedl, že prodeje The Witness téměř překonaly prodeje hry Braid během prvního roku od jejího vydání. Později upřesnil, že v prvním týdnu se prodalo přes 100 000 kopií s hrubým ziskem přes 5 milionů $, což je na dobré cestě k pokrytí nákladů na vývoj, díky čemuž by Thekla začala uvažovat o portování hry na jiné platformy, potenciálně včetně iOS, Androidu, OS X a Xbox One. Během této doby Blow zpozoroval, že verze hry pro Windows byla jednou z nejčastěji stahovaných verzí prostřednictvím nelegálních stránek pro BitTorrent, srovnatelně s tím, co viděl u hry Braid. Rozhodl se vzdát se silné správy digitálních práv pro tento titul, protože věří, že „lidé by měli mít svobodu vlastnit věci“, ale uvedl, že si to možná rozmyslí a že kontroly softwarového pirátství „by mohly být zavedeny v další hře“.

### Ocenění
| Rok  | Cena                              | Kategorie                | Výsledek | Ref.          |
| ---- | --------------------------------- | ------------------------ | -------- | ------------- |
| 2016 | Golden Joystick Awards 2016       | Nejlepší originální hra  | nominace | [ 94 ] [ 95 ] |
| 2016 | Golden Joystick Awards 2016       | Nejlepší vizuální design | nominace | [ 94 ] [ 95 ] |
| 2016 | Golden Joystick Awards 2016       | Nejlepší indie hra       | nominace | [ 94 ] [ 95 ] |
| 2016 | Golden Joystick Awards 2016       | Nejlepší herní moment    | nominace | [ 94 ] [ 95 ] |
| 2016 | Golden Joystick Awards 2016       | Hra roku                 | nominace | [ 94 ] [ 95 ] |
| 2016 | Golden Joystick Awards 2016       | Hra roku na PlayStationu | nominace | [ 94 ] [ 95 ] |
| 2016 | The Game Awards 2016              | Nejlepší nezávislá hra   | nominace | [ 96 ] [ 97 ] |
| 2016 | Game Developers Choice Awards     | Nejlepší design          | nominace | [ 98 ]        |
| 2016 | Game Developers Choice Awards     | Cena za inovaci          | nominace | [ 98 ]        |
| 2016 | SXSW Gaming Awards                | Excelence v designu      | nominace | [ 99 ]        |
| 2016 | SXSW Gaming Awards                | Excelence v umění        | nominace | [ 99 ]        |
| 2016 | 13th British Academy Games Awards | Herní design             | nominace | [ 100 ]       |
| 2016 | 13th British Academy Games Awards | Herní inovace            | nominace | [ 100 ]       |
| 2016 | 13th British Academy Games Awards | Nejlepší debut           | nominace | [ 100 ]       |
| 2016 | 13th British Academy Games Awards | Nová značka              | nominace | [ 100 ]       |

## Odkaz
Hra The Witness je všeobecně považována za jednu z nejlepších her 10. let 21. století. Hra se objevila v žebříčcích „Nejlepší z desetiletí“ od IGN, Polygon, NME, CNET, a National Post. Edge hru v roce 2017 považoval za 22. nejlepší hru všech dob a IGN ji v roce 2022 zařadil na 59. místo nejlepších her. Hra inspirovala parodii The Looker od Subcreation Studio, která byla vydána v roce 2022.